# 北庄古城堡
北庄古城堡，位于中国青海省互助县五十镇北庄村，为第八批青海省文物保护单位，公布日期为2008年4月10日，类型为古遗址，後作為「明長城互助段」的組成部分被列入「全國重點文物保護單位」，历史年代为明、清。

## 歷史
明代的「紅崖子溝」處於明政權疆域的邊界地帶，既是明政權軍事部署的重點區域，又是戰事頻發的地區。由《覆陝西總督侍郎陳其學條陳邊務疏》中，「大率欲將延慶寧固蘭河洮岷甘涼等處邊腹城堡軍民窯窨，責成守巡兵備軍衛有司官員踏勘修築」可知，這次防禦工事修築涵蓋了今天青海省海東市的六縣等地，故而位於「紅崖子溝」的北莊古城堡極有可能興建於明嘉靖四十五年（1566）至隆慶年間。